# Георги Цагарски
Георги Цаков Цагарски е български занаятчия, търговец и политик, кмет на Орхание от втората половина на 1930 до 1931 г.

## Биография
Внук е на Стоян Цагарски. По време на неговото управление продължават грижите за образованието, здравеопазването и благоустрояването на града. На 12 септември 1931 г. местността „Зелин“ край Орхание е обявена за летовище. Започнат е строежа на почивна станция на Първа софийска девическа гимназия.